# Lido Vieri
Lido Vieri (Piombino, Provincia de Livorno, Italia, 16 de julio de 1939) es un exfutbolista y director técnico italiano. Se desempeñaba en la posición de guardameta.

## Selección nacional
Fue internacional con la selección de fútbol de Italia en 4 ocasiones. Debutó el 27 de marzo de 1963, en un encuentro ante la selección de Turquía que finalizó con marcador de 1-0 a favor de los italianos.

### Participaciones en Copas del Mundo
| Mundial                        | Sede   | Resultado  |
| ------------------------------ | ------ | ---------- |
| Copa Mundial de Fútbol de 1970 | México | Subcampeón |

### Participaciones en Eurocopas
| Eurocopa      | Sede   | Resultado |
| ------------- | ------ | --------- |
| Eurocopa 1968 | Italia | Campeón   |

## Clubes

### Como futbolista
| Club            | País   | Año       |
| --------------- | ------ | --------- |
| Vigevano Calcio | Italia | 1957-1958 |
| Torino F. C.    | Italia | 1958-1969 |
| Inter de Milán  | Italia | 1969-1976 |
| A. C. Pistoiese | Italia | 1976-1980 |

### Como entrenador
| Club             | País   | Año       |
| ---------------- | ------ | --------- |
| A. C. Pistoiese  | Italia | 1980-1981 |
| U. S. Siracusa   | Italia | 1981-1982 |
| U. S. Massese    | Italia | 1982-1983 |
| Juve Stabia      | Italia | 1983-1986 |
| U. S. Massese    | Italia | 1986-1987 |
| Carrarese Calcio | Italia | 1987-1988 |
| Juve Stabia      | Italia | 1988-1989 |
| Torino F. C.     | Italia | 1996      |
| Torino F. C.     | Italia | 1997      |

## Palmarés

### Como futbolista

#### Campeonatos nacionales
| Título      | Club           | País   | Año     |
| ----------- | -------------- | ------ | ------- |
| Copa Italia | Torino F. C.   | Italia | 1967-68 |
| Serie A     | Inter de Milán | Italia | 1970-71 |

#### Copas internacionales
| Título   | Equipo              | País   | Año  |
| -------- | ------------------- | ------ | ---- |
| Eurocopa | Selección de Italia | Italia | 1968 |